# Kurt Nier

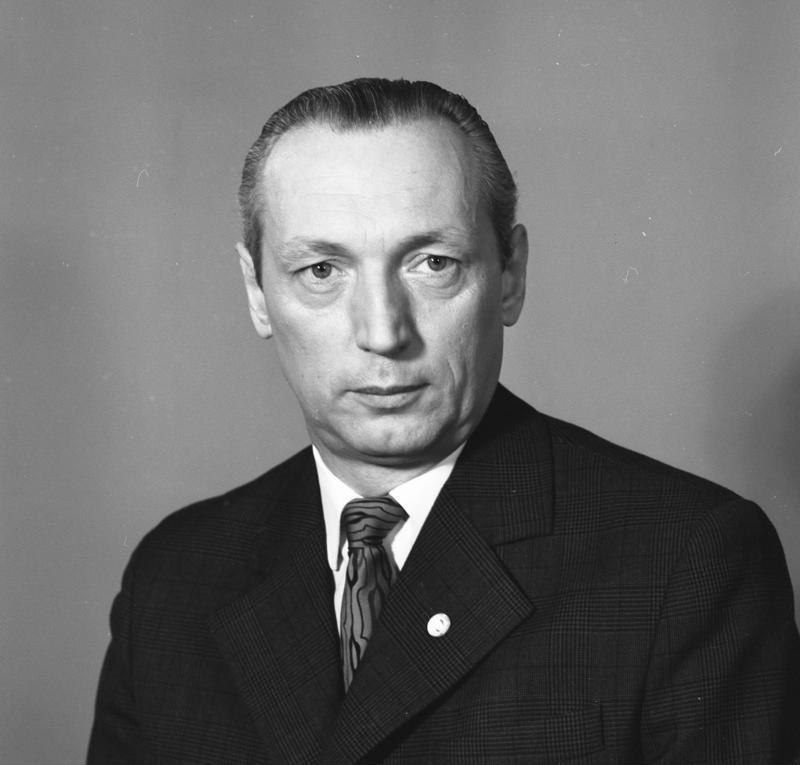
Kurt Nier (November 1973)

Kurt Nier (* 23. Juli 1927 in Antoniwald bei Gablonz an der Neiße) ist ein ehemaliger deutscher Diplomat und Politiker (SED). Er war von 1973 bis 1989 stellvertretender Minister für Auswärtige Angelegenheiten der DDR.

## Leben

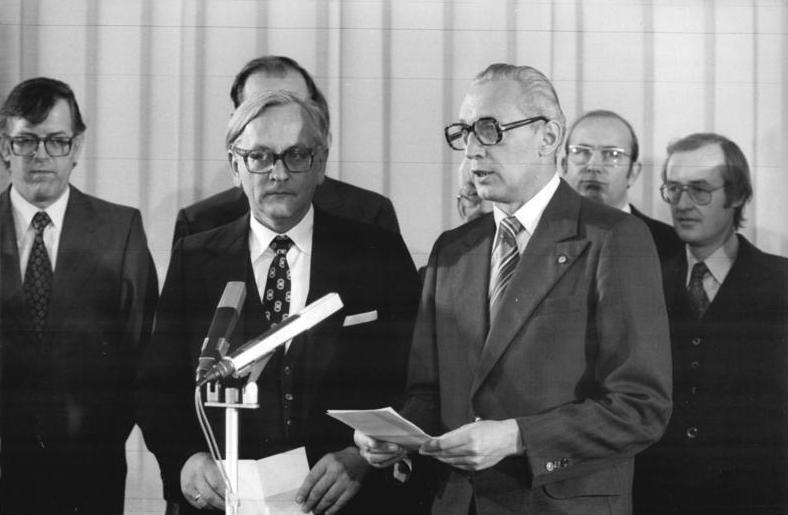
Kurt Nier (r.) gibt eine Erklärung ab; links der Leiter der Ständigen Vertretung der BRD in der DDR, Günter Gaus (November 1978).

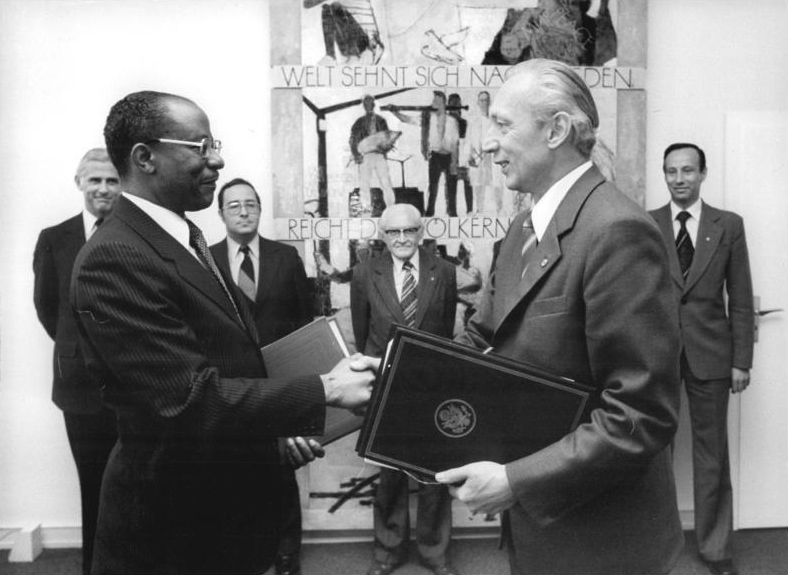
Nach Unterzeichnung des Konsularvertrags zwischen der DDR und den USA (4. September 1979): Kurt Nier (r.) und David B. Bolen, Botschafter der USA.

Nier besuchte die Volks-, Bürger- und Handelsschule und absolvierte 1943/44 eine kaufmännische Ausbildung. Am 18. Januar 1944 beantragte er die Aufnahme in die NSDAP und wurde zum 20. April desselben Jahres aufgenommen (Mitgliedsnummer 9.770.434). 1944/45 leistete er Kriegsdienst in der Wehrmacht. Das Ende des Zweiten Weltkrieges erlebte er in einem Lazarett.
1945/46 arbeitete er zunächst als Waldarbeiter, bevor er in die SBZ umsiedelte. 1946 wurde er Mitglied der SED. Von 1947 bis 1950 war er Angestellter in der Kreisverwaltung Wernigerode. 1950/51 absolvierte er einen Kurzlehrgang an der Deutschen Verwaltungsakademie in Forst Zinna.
Ab 1951 war er Mitarbeiter des Ministeriums für Auswärtige Angelegenheiten der DDR (MfAA). Von 1951 bis 1955 war er Hauptreferent in der Hauptabteilung  Asien-Afrika-Amerika des MfAA. 1956 war er Mitarbeiter an der DDR-Handelsvertretung in Neu-Delhi, 1956/57 an der DDR-Botschaft in Budapest. Von 1957 bis 1959 war er erneut in Indien tätig. Von 1960 bis 1962 hatte Nier die Leitung des DDR-Generalkonsulats in der indonesischen Hauptstadt Djakarta inne. Von 1968 bis 1973 war er – im Range eines Botschafters – Leiter der Abteilung Nordeuropa im MfAA. Von 1973 bis 1989 fungierte Nier als stellvertretender Minister für Auswärtige Angelegenheiten der DDR, zuletzt zuständig für Westeuropa, BRD, Westberlin, USA, Kanada, Australien und Japan.

## Schriften
- DDR verwirklicht erfolgreiche Politik der friedlichen Koexistenz. In: Deutsche Außenpolitik, Jg. 21 (1976), H. 12, S. 1765–1773.

## Auszeichnungen
- Vaterländischer Verdienstorden in Bronze (1972), in Silber (1977)
- Ehrenspange zum Vaterländischen Verdienstorden in Gold (1987)
- Banner der Arbeit (1973)
- Stern der Völkerfreundschaft in Gold (1985)